# Kontergarde

A : Kontergarde B : Couvreface (idealtypische Graphik, in der alle Beiwerke wie Graben oder Glacis weggelassen wurden)

Die Kontergarde (franz. contre-garde, „Gegenschutz“) ist ein Außenwerk in bastionären Befestigungssystemen. Es besteht meist nur aus einer niedrigen Wall, das vor dem eigentlichen Festungsgraben um Bastionen oder Ravelins herumführt. Der Wallgang einer Kontergarde ist aber so eingerichtet und mindestens so breit, dass er die Aufstellung von Geschützen ermöglicht. Ein davorliegender zusätzlicher Graben schützt das Werk gegen einen unmittelbaren feindlichen Angriff. Die Aufgabe von Kontergarden war es, die dahinterliegenden, aber höheren Ravelins oder Bastionen vor einem direkten Beschuss zu decken und einen Angriff auf diese möglichst lange zu verzögern. Damit die Kontergarden und die Werke, die sie schützen sollten, nicht gleichzeitig entlang den Walllinien unter Beschuss genommen werden können, dürfen sie nicht parallel verlaufen.
War ein derartiger Wallanlage nur für die Infanterieverteidigung eingerichtet, so spricht man von einer Couvreface.